# 신영철 (축구 선수)
신영철(申映哲, 1986년 3월 4일 ~ )은 대한민국의 축구 선수이다.

## 클럽 경력

### 어린 시절
신영철은 성남에서 자랐다. 성남한솔초등학교에서 축구를 시작하였고, 풍생중학교를 거쳐 풍생고등학교를 졸업하였다.

### 성남 일화 천마
풍생고등학교를 졸업하자마자 성남 일화 천마에 입단하였다. 프로 첫 해에 그는 리그에서 단 한 경기 출장에 그쳤다. 2006년 7월 26일, 전북 현대 모터스와의 하우젠 컵에서 후반 18분 데뷔 골을 터뜨렸고, 그의 골에 힘입어 성남은 1 대 0으로 승리하였다.

## 국가대표 경력
2003년 8월, 신영철은 2003년 FIFA U-17 세계 축구 선수권 대회의 대한민국 대표팀에 선발되었다. 이 대회에서 대한민국은 스페인, 미국에 밀려 조별 3위로 탈락하였다. 2006년에는 2008년 하계 올림픽의 예비 엔트리 37명에 포함되었다.